# Nîvociîn, Bohorodceanî
Nîvociîn (în ucraineană Нивочин) este localitatea de reședință a comunei Nîvociîn din raionul Bohorodceanî, regiunea Ivano-Frankivsk, Ucraina.

## Demografie
Componența lingvistică a localității Nîvociîn
     Ucraineană (99,87%)
     Alte limbi (0,13%)
Conform recensământului din 2001, majoritatea populației localității Nîvociîn era vorbitoare de ucraineană (99,87%), existând în minoritate și vorbitori de alte limbi.